# Pseudepipona polistiformis
Pseudepipona polistiformis är en stekelart som beskrevs av Giordani Soika. Pseudepipona polistiformis ingår i släktet Pseudepipona och familjen Eumenidae. Utöver nominatformen finns också underarten P. p. jonesi.